# تپه ملا احمد (گردملا احمد)
تپه ملا احمد (گردملا احمد) در حومه اشنویه واقع شده و این اثر در تاریخ ۱ آذر ۱۳۴۴ با شمارهٔ ثبت ۴۶۷ به‌عنوان یکی از آثار ملی ایران به ثبت رسیده است.